# 滇南雪胆
滇南雪胆（学名：Hemsleya cissiformis）为葫芦科雪胆属下的一个种。

## 扩展阅读
- 維基物種上的相關：滇南雪胆